# Hubert Sturm (Judoka)
Hubert Sturm (* 16. November 1934 in Schlesien) ist ein ehemaliger deutscher Judoka.

## Leben
Sturm war ab 1953 Judokämpfer. 1957 begann er an der Deutschen Hochschule für Körperkultur (DHfK) ein Sportstudium zum Diplom-Sportlehrer und Judotrainer. Sein Judo-Studium absolvierte er bei Horst Wolf und Siegmund Haunschild. Als Mitglied der HSG DHfK Leipzig gewann er 1959 die DDR-Meisterschaft im Leichtgewicht. 1960 schloss er das Studium an der Deutschen Hochschule für Körperkultur ab, in seiner Diplomarbeit beschäftigte er sich mit dem Thema Untersuchungen über die Verletzungen im Judo, ihre Ursachen und die Möglichkeiten ihrer Verhütung.
Sturm wurde 1960 als Trainer tätig, seine erste Wirkungsstätte war unter Cheftrainer Willi Lorbeer der ASK-Sportklub in Strausberg. Von ihm betreute Judoka erkämpften unter anderem eine Bronzemedaille bei den Olympischen Sommerspielen, vier Medaillen bei Weltmeisterschaften sowie 17 Europameistertitel. Ab 1972 arbeitete als Trainer in Frankfurt (Oder), er wurde Cheftrainer beim ASK Vorwärts Frankfurt (Oder). Nach dem Ende der Deutschen Demokratischen Republik (DDR) gestaltete er entscheidend die Gründung des Brandenburgischen Judo-Verbandes mit. In Frankfurt (Oder) entstand auch dank Sturms Zutun ein Judo-Bundesstützpunkt, an dem er für die Führung der Landestrainer sowie die Steuerung der Leistungsentwicklung der geförderten Judoka zuständig war. Von 2002 bis 2009 war er Vorsitzender des Brandenburgischen Judo-Verbandes, zeitweilig hatte er in dem Verband des Weiteren das Amt des ehrenamtlichen Geschäftsführers inne. Beim Deutschen Judo-Bund sowie auf Bezirksebene war er Mitglied des Prüfungsausschusses, in der DDR war Sturm in den Bezirken Frankfurt (Oder) und Cottbus zeitweise Vorsitzender von Graduierungskommissionen des Deutschen Judo-Verband es.
2008 wurde er Ehrenpräsident des Brandenburgischen Judo-Verbandes. Sturm erhielt die Goldene Ehrennadel des Deutschen Judo-Bundes sowie die Ehrenmitgliedschaft des Verbandes. Im November 2014 wurde ihm als achter Person in Deutschland der 9. Dan verliehen. Im Dezember 2019 erhielt Sturm aus den Händen des brandenburgischen Ministerpräsidenten Dietmar Woidke das Verdienstkreuz am Bande des Verdienstordens der Bundesrepublik Deutschlands. Der Deutsche Judo-Bund bezeichnete Sturm anlässlich dieser Ehrung als „eine der bedeutendsten Persönlichkeiten des Judo-Sports in Deutschland“.